# Pulham Market
Pulham Market est une paroisse civile et un village du Norfolk, en Angleterre.